# Mont Guilboa
Le mont Guilboa (en hébreu : הר הגלבוע, Har haGilboa' ; en arabe : جبال فقوعة Jabal Faqu'a) est un massif montagneux situé au nord-est des monts de Samarie. Il est limité au nord par la vallée de Harod, au sud par le cours d'eau Bézek, à l'est par la vallée de Beït Shéan et à l'ouest par la vallée de Dotan.

## Géographie

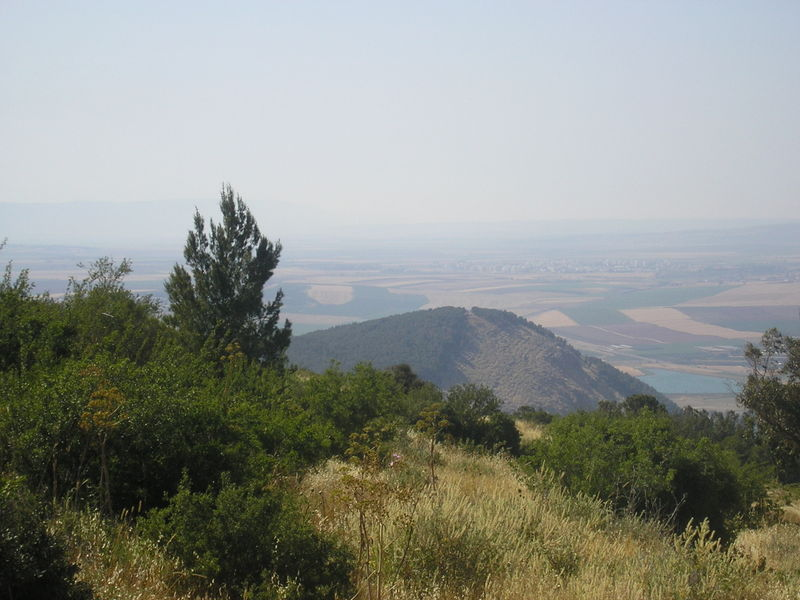
Vue sur une partie des crêtes du massif.

Le Guilboa est composé de roches calcaires et son point culminant s'élève à une hauteur de 536 mètres. Il est long de 18 km et large de 9 km.
La moyenne des précipitations annuelles est de 450 mm. Du mont Guilboa s'écoulent treize sources, dont les principales sont celles de Samal, Nourit, Shaoul et Harod. Il est également le lieu de source du Kishon, l'un des principaux fleuves côtiers d'Israël.
Sur les doux pans du Guilboa, et particulièrement sur ceux situés au sud du mont, quelques implantations se sont installées. On compte parmi elles Ma'ale Gilboa, Malkishoua (en), Meïrav (en) et Gan-Ner. Le mont Guilboa est également le cadre de l'ultime combat entre Saül et les Philistins, durant lequel Saül et ses fils (dont Jonathan) trouvent la mort (Samuel I, 31). Leur souvenir est rappelé à travers l'appellation de différents sommets du Guilboa ; le mont Saül, le mont Malkishoua, le mont Avinadav, le mont des Guiborim et le mont Yonatan. David en maudit le mont (Samuel II,1).

## Histoire
Dans la Bible, Saül, premier roi d'Israël, mène une charge contre les Philistins sur le mont Gilboa. Le roi décède empalé sur sa propre épée et son fils Jonathan est tué dans la bataille. Lorsque les Philistins trouvèrent le cadavre de Saül, ils attachèrent son corps à la muraille de Beth She'an. David, qui retourne au site après la bataille, maudit la montagne.
Lors de la révolte arabe de 1948, les villages arabes du Guilboa servent de base aux bandes armées arabes. Excepté le nord et l'est du Guilboa, le mont reste sous contrôle jordanien entre 1948 et la guerre des Six Jours en 1967.

## Faune et flore

### Flore
Le mont Guilboa abrite une flore de type méditerranéen, mais aussi de type oriental. Une grande partie du mont a d'ailleurs été aménagée en tant que réserve naturelle. On peut mentionner entre autres la présence de caroubiers, pistachiers lenstiques, jujubiers, amandiers et sauge.
Plus au Sud, on trouve le volubilis, l'asphodèle, l'euphorbe, la mauve, la férule commune et la carline. Aux pieds du mont Guilboa fleurit une flore adaptée au climat désertique telle que le genêt, la soude, la statice et l'artichaut. Les forêts de pins ont été plantées par le KKL.
Sur le Guilboa poussent également de nombreuses fleurs, dont les plus présentes sont les iris, qui fleurissent au mois de mars, mais également les scilles, les buglosses, les narcisses, les Cyclamen, les Adonis, les anémones, les pavots, les renoncules et des Orchidaceae.

### Faune
Le Guilboa abrite une faune variée qui compte parmi les mammifères la gazelle de Thomson, le blaireau[précision nécessaire], le loup[précision nécessaire], la mangouste[précision nécessaire], la belette[précision nécessaire], la hyène rayée, le renard[précision nécessaire], le daman et le chacal. Parmi les ovipares on rencontre le tarier[précision nécessaire], le faucon[précision nécessaire], la buse[précision nécessaire], l'outarde et le guêpier. Chez les reptiles vivent la vipère, la couleuvre[précision nécessaire] et la tortue[précision nécessaire].